# Hal Robson
Hal Robson (ur. 16 sierpnia 1911 w Yorku, zm. 2 lipca 1996 w San Bernardino) – amerykański kierowca wyścigowy kanadyjskiego pochodzenia, trzykrotny uczestnik Indianapolis 500.

## Życiorys
W 1923 roku przeprowadził się do Stanów Zjednoczonych, uzyskując później obywatelstwo tego kraju. Karierę sportową rozpoczął w 1930 roku, rywalizując wówczas przeważnie midgetami. W 1940 roku zadebiutował w AAA National Championship. Ścigał się także sprint carami w wyścigach pod egidą AAA, wygrywając w 1946 roku zawody na torze Dayton Speedway. W latach 1946–1948 trzykrotnie wystartował w Indianapolis 500, nie kończąc żadnej z prób. W 1953 roku nie zakwalifikował się do wyścigu, a w 1955 roku zakończył karierę kierowcy wyścigowego.
Jego bratem był George Robson, zwycięzca Indianapolis 500 z 1946 roku.

## Wyniki
| Legenda oznaczeń w tabelach wyników Wyświetl szablon na nowej stronie | Legenda oznaczeń w tabelach wyników Wyświetl szablon na nowej stronie                                                                     |
| Oznaczenie                                                            | Wyjaśnienie |
| --------------------------------------------------------------------- | --- |
| Złoty                                                                 | Zwycięzca lub mistrzostwo |
| Srebrny                                                               | 2. miejsce lub wicemistrzostwo |
| Brązowy                                                               | 3. miejsce lub II wicemistrzostwo |
| Zielony                                                               | Ukończył, punktował (w klasyfikacji generalnej, gdy zdobył co najmniej jeden punkt na przestrzeni sezonu, poza trzema powyższymi opcjami) |
| Niebieski                                                             | Ukończył, nie punktował (w klasyfikacji generalnej, gdy nie zdobył co najmniej jednego punktu na przestrzeni sezonu)                      |
| Czerwony                                                              | Nie zakwalifikował się (NZ) |
| Czerwony                                                              | Nie prekwalifikował się (NPK) |
| Różowy                                                                | Nie ukończył (NU) |
| Różowy                                                                | Niesklasyfikowany (NS) (w klasyfikacji generalnej, gdy nie został sklasyfikowany w żadnym wyścigu sezonu)                                 |
| Czarny                                                                | Zdyskwalifikowany (DK) |
| Czarny                                                                | Wykluczony (WYK/EX) |
| Biały                                                                 | Nie wystartował (NW) |
| Biały                                                                 | Kontuzjowany (K/INJ) |
| Biały                                                                 | Wyścig odwołany (OD/C) |
| Bez koloru                                                            | Został wycofany (WYC/WD) |
| Bez koloru                                                            | Nie przybył (NP/DNA) |
| Bez koloru                                                            | Nie brał udziału w treningach (NT/DNP) |
| Bez koloru                                                            | Nie został zgłoszony (–) |
| Pogrubienie                                                           | Start z pole position |
| Kursywa                                                               | Najszybsze okrążenie wyścigu |
| †                                                                     | Nie ukończył, ale jego rezultat został zaliczony ze względu na przejechanie więcej niż 90% dystansu wyścigu.                              |
| *                                                                     | Sezon w trakcie |
| 1/2/3                                                                 | Punktowana pozycja w sprincie kwalifikacyjnym                                                                                             |
| Lista systemów punktacji Formuły 1                                    | |

### Indianapolis 500
| Rok  | Nadwozie | Silnik      | Start | Wynik | Okr. | Uwagi              |
| ---- | -------- | ----------- | ----- | ----- | ---- | ------------------ |
| 1946 | Bugatti  | Miller      | 23    | 25    | 37   | drążek             |
| 1947 | Adams    | Offenhauser | 16    | 20    | 67   | przegub krzyżakowy |
| 1948 | Adams    | Offenhauser | 18    | 15    | 164  | zawór              |
| 1953 | Volker   | Volker      | NZ    |       |      |                    |

### Mistrzostwa Świata Formuły 1
W latach 1950–1960 wyścig Indianapolis 500 był eliminacją Mistrzostw Świata Formuły 1.
| Rok  | Zespół  | Samochód | Silnik | Wyniki w poszczególnych eliminacjach | Wyniki w poszczególnych eliminacjach | Wyniki w poszczególnych eliminacjach | Wyniki w poszczególnych eliminacjach | Wyniki w poszczególnych eliminacjach | Wyniki w poszczególnych eliminacjach | Wyniki w poszczególnych eliminacjach | Wyniki w poszczególnych eliminacjach | Wyniki w poszczególnych eliminacjach | Pkt. | Msc. |
| ---- | ------- | -------- | ------ | ------------------------------------ | ------------------------------------ | ------------------------------------ | ------------------------------------ | ------------------------------------ | ------------------------------------ | ------------------------------------ | ------------------------------------ | ------------------------------------ | ---- | ---- |
| 1953 |         |          |        | Argentyna                            | Stany Zjednoczone                    | Holandia                             | Belgia                               | Francja                              | Wielka Brytania                      |                                      | Szwajcaria                           | Włochy                               | 0    | NS   |
| 1953 | Voelker | Volker   | Volker | -                                    | NZ                                   | -                                    | -                                    | -                                    | -                                    | -                                    | -                                    | -                                    | 0    | NS   |